# CM-3129
La carretera CM-3129 es una carretera que sale de la carretera  N-430  (cerca del municipio de Alhambra), y finaliza cruzando el río Dañador, en el límite con la provincia de Jaén, y de esta manera continúa como la carretera  A-6203 . Atraviesa Villanueva de los Infantes, Cózar, Torre de Juan Abad y Villamanrique, y finalmente cruza el río Dañador dentro de Sierra Morena.

## Cruces
- CM-412 : Villahermosa, Valdepeñas
- CM-3127 : La Solana, Montiel
- CR-624 : Valdepeñas
- CR-6221 : Almedina
- CR-614 : Torrenueva
- CR-623 : Almedina
- CM-3200 : Castellar de Santiago,  E-5   A-4   N-IV
- CM-3202 : Torre de Juan Abad
- A-6203 : L.P. (Jaén)